# 원하는 만큼 지불
원하는 만큼 지불 또는 페이 왓 유 원트(Pay what you want, PWYW, value-for-value model)는 구매자가 특정 상품에 대해 원하는 금액을 지불하는 가격 전략이다. 이 금액에는 때때로 0이 포함될 수 있다. 최소(하한) 가격이 설정될 수 있으며, 아니면 구매자를 위한 지침으로 권장 가격이 표시될 수 있다. 구매자는 상품의 표준 가격보다 높거나 낮은 금액을 선택할 수 있다. 많은 일반적인 PWYW 모델은 구매 이전(사전)에 가격을 설정하지만 일부는 소비 경험 이후(사후)까지 가격 설정을 연기한다. (팁 제공과 유사) PWYW는 구매자 중심의 참여 가격 책정 방식으로, 공동 가격 책정(co-pricing, 가치 공동 창출의 한 측면)이라고도 한다.

## 같이 보기
- 프리미엄 (사업 모형)
- 가격 차별
- 가격 결정
- 거리 공연